# Starszy pan i kot
Starszy pan i kot (jap. おじさまと猫 Ojisama to neko) – manga autorstwa Umi Sakurai. Początkowo publikowana jako komiks internetowy, a następnie wydana przez wydawnictwo Square Enix, seria opowiada o starszym wdowcu, który adoptuje niechcianego kota.
Od 1 stycznia do 24 marca 2021 emitowana była wersja live action, w której koty są przedstawiane za pomocą kukiełek.

## Fabuła
Fukumaru, duży i przytulny kot egzotyczny ze sklepu zoologicznego, jest regularnie pomijany przy adopcji na rzecz młodszych, mniejszych i ładniejszych od niego kociąt. Niespodziewanie zostaje adoptowany przez Kandę, starszego mężczyznę, który niedawno owdowiał i który nie ma bliskich relacji ze swoimi dorosłymi dziećmi. Ta epizodyczna seria śledzi losy Kandy i Fukumaru, którzy żyją razem i szukają wspólnego towarzystwa.

## Obsada
- Masao Kusakari – Kanda Fuyuki[1]
- Ryūnosuke Kamiki – Fukumaru[1]

## Manga
Manga była pierwotnie publikowana przez Sakurai samodzielnie, a nowe rozdziały serii pojawiały się co tydzień na jej kontach na Twitterze i Pixiv. Seria jest również publikowana przez Square Enix w magazynach mangowych „Gekkan Shōnen Gangan” i „Gangan Pixiv”, a także została zebrana w 14 tomach tankōbon. Do tej pory seria uzyskała ponad 560 milionów wyświetleń.
W Polsce mangę wydaje wydawnictwo Waneko.
| Nr | Język japoński    | Język japoński         | Język polski      | Język polski           |
| Nr | Data wydania      | ISBN                   | Data wydania      | ISBN                   |
| -- | ----------------- | ---------------------- | ----------------- | ---------------------- |
| 1  | 22 lutego 2018    | ISBN 978-4-7575-5626-3 | 20 września 2021  | ISBN 978-83-8242-064-7 |
| 2  | 22 listopada 2018 | ISBN 978-4-7575-5772-7 | 19 listopada 2021 | ISBN 978-83-8242-065-4 |
| 3  | 12 lipca 2019     | ISBN 978-4-7575-5626-3 | 19 stycznia 2022  | ISBN 978-83-8242-066-1 |
| 4  | 11 stycznia 2020  | ISBN 978-4-7575-6464-0 | 17 marca 2022     | ISBN 978-83-8242-067-8 |
| 5  | 12 czerwca 2020   | ISBN 978-4-7575-6669-9 | 19 maja 2022      | ISBN 978-83-8242-068-5 |
| 6  | 11 grudnia 2020   | ISBN 978-4-7575-6920-1 | 19 lipca 2022     | ISBN 978-83-8242-069-2 |
| 7  | 22 marca 2021     | ISBN 978-4-7575-7154-9 | 19 września 2022  | ISBN 978-83-8242-070-8 |
| 8  | 22 września 2021  | ISBN 978-4-7575-7465-6 | 17 listopada 2022 | ISBN 978-83-8242-071-5 |
| 9  | 12 maja 2022      | ISBN 978-4-7575-7465-6 | 19 stycznia 2023  | ISBN 978-83-8242-072-2 |
| 10 | 11 listopada 2022 | ISBN 978-4-7575-8262-0 | 20 kwietnia 2023  | ISBN 978-83-8242-073-9 |
| 11 | 11 maja 2023      | ISBN 978-4-7575-8571-3 | 22 listopada 2023 | ISBN 978-83-8242-074-6 |
| 12 | 10 listopada 2023 | ISBN 978-4-7575-8899-8 | 5 kwietnia 2024   | ISBN 978-83-8242-075-3 |
| 13 | 12 czerwca 2024   | ISBN 978-4-7575-9246-9 | 9 grudnia 2024    | ISBN 978-83-8242-076-0 |
| 14 | 12 grudnia 2024   | ISBN 978-4-7575-9567-5 | —                 |                        |

## Gra komputerowa
W ósmym tomie mangi ujawniono, że trwają prace nad adaptacją w formie gry komputerowej.

## Odbiór
Manga otrzymała pozytywne recenzje od krytyków. Anime UK News przyznało serii 8 punktów na 10, chwaląc narrację za to, że chwyta za serce, ale nie jest przesadnie sentymentalna. Manga Bookshelf zauważyło, że książka „uderza w uczucia” i pochwaliło jakość przedstawianej historii.
Starszy pan i kot był jedną z najlepiej sprzedających się fizycznych serii mang na japońskim Amazonie w 2018 roku. Pierwsze japońskie wydanie tankōbon zadebiutowało na 3. miejscu w rankingu sprzedaży Oriconu.
W 2018 manga znalazła się w czołówce polecanych tytułów mangowych w ankiecie przeprowadzonej wśród pracowników japońskich księgarni. W tym samym roku seria zajęła drugie miejsce w konkursie Next Manga Awards organizowanym przez magazyn mangowy Da Vinci. Seria zajęła również czwarte miejsce w Rankingu Komiksów Pixiv 2018. W wydaniu Kono manga ga sugoi! z 2019 roku Starszy pan i kot został uznany za piątą najlepszą serię mangową dla czytelniczek.